# Saut Deau
Saut Deau es una localidad de Trinidad y Tobago, que forma parte de la región de Diego Martín.

## Geografía
La localidad abarca parte de la isla Trinidad y limita al norte con Paramin, al sur con Beau Pres, al este con Haleland Park-Moka y al oeste con Paramin y Beau Pres.

## Demografía
Datos demográficos de la localidad de Saut Deau:
| Gráfica de evolución demográfica de Saut Deau entre 2000 y 2011 |
|                                                                 |